# بلند شو و فریاد بزن
بلند شو و فریاد بزن (به انگلیسی: Stand Up and Scream) اولین آلبوم استادیویی آلبوم گروه متال‌کور انگلیسی اسکینگ الکزندریا است که در ۱۵ سپتامبر ۲۰۰۹ توسط سومریان منتشر شد. این آلبوم در بیلبورد ۲۰۰ رتبه ۱۷۰، رتبه ۲۹ را در Top Independent Albums و رتبه ۵ در Top Heatseekers را به خود اختصاص داد. اسم آلبوم از یکی از لایریکس‌های یکی از آهنگ‌های آلبوم به نام "قسمت آخر (بیا کانال را عوض کنیم)" برداشته شده است. این آلبوم ۱۳ ترک دارد.

## ترک لیست
همهٔ ترانه‌ها توسط توسط دنی ورسناپ، بن بروس و جیمز کسلز غیر از قسمت‌های مشخص شده نوشته شده‌است.
| شماره      | نام                                                                                               | مدت   |
| ---------- | ------------------------------------------------------------------------------------------------- | ----- |
| ۱.         | «آلریون»                                                                                          | ۲:۱۵  |
| ۲.         | «قسمت آخبر (بیا کانال رو عوض کنیم)»                                                               | ۴:۰۲  |
| ۳.         | «یک شام با شمع روشن با اینامورتا»                                                                 | ۴:۰۴  |
| ۴.         | «کسی دیگه نرقصه» (ورسناپ، بروس، کسلز، لیدل، بتلی)                                                 | ۴:۰۰  |
| ۵.         | «سلام آقای بروکس» (به همراه شاون مایک)                                                            | ۴:۱۰  |
| ۶.         | «وقفه» (ساز)                                                                                      | ۱:۴۵  |
| ۷.         | «اگر نمیتونی دو تا اسب رو با هم برونی... باید از سیرک بیرون بری» (ورسناپ، بروس، کسلز، لیدل، بتلی) | ۳:۴۶  |
| ۸.         | «یک لحظه صداقت»                                                                                   | ۳:۵۱  |
| ۹.         | «آمریکایی غیرمعمولی»                                                                              | ۴:۳۹  |
| ۱۰.        | «یک زمان یک دوست صمیمی داشتم (اما به من اس تی دی داد)»                                            | ۴:۰۶  |
| ۱۱.        | «یک پیشگویی»                                                                                      | ۳:۳۴  |
| ۱۲.        | «من یک زمان احتمالاً، شاید، گویا یک پادشاه گاوچران بودم» (ورسناپ، بروس، کسلز، لیدل، بتلی)          | ۳:۴۱  |
| ۱۳.        | «وقتی که هر روز تعطیله»                                                                           | ۴:۲۳  |
| مجموع مدت: | مجموع مدت:                                                                                        | ۴۸:۱۶ |